# Catherine Cranston
Catherine Cranston, född 1849, död 1934, var en skotsk affärskvinna. Hon är känd som grundaren av Miss Cranston's Tea Rooms (1878), den första tesalongen, som snart blev ett begrepp som alternativ till de manligt dominerande pubarna. 